# سکستوس ژولیوس سزار (پراتور ۲۰۸ پ.م.)
سکستوس ژولیوس سزار، یک پرایتور رومی در سال ۲۰۸ پیش از میلاد در طول جنگ دوم پونیک بود. بنظر می‌رسد که او اولین فرد خاندان سزارهای ژولیایی بود.

## خانواده

### خاندان سزارهای ژولیایی
سکستوس اولین عضو خاندان سزارهای ژولیایی است که نام آن در منابع تاریخی پیدا شده‌است. از نام پسرش که سکستوس است می‌توان فهمید که نام پدرش، لوسیوس بوده‌است و به احتمال زیاد این لوسیوس همان لوسیوس ژولیوس لیبوی دوم پسر لوسیوس ژولیوس لیبو است. اما اگر این احتمال وجود نداشته باشد نمی‌توانیم بگوییم که نام‌خانوادگی پدر سکستوس سزار بوده یا نه.

### فرزندان
سکستوس حداقل دو فرزند داشته‌است:
- لوسیوس ژولیوس سزار که یک پرایتور در سال ۱۸۳ پ.م. بوده‌است.
- سکستوس ژولیوس سزار که در سال ۱۸۱ پ.م. بعنوان یک تریبون نظامی خدمت کرده‌است و در سال ۱۵۷ پ.م. در کنسولی به رسمیت شناخته شده‌است.
- احتمال زیادی نیز وجود دارد که وی دارای پسر سومی نیز باشد، بنام گایوس ژولیوس سزار یکم که یک سناتور در حدود ۱۴۳ پ.م. بود. این گایوس همان پدر پدر پدربزرگ ژولیوس سزار و پدر گایوس ژولیوس سزار دوم است.

## مقام و کار
در سال ۲۰۸ پیش از میلاد مقام پرایتوری استان سیسیل به وی اعطا شد. با توجه به فرماندهی لژیونهایی که از بازماندگان نبرد کانای تشکیل شده بودند، هنگامی که کنسول مارکوس کلودیوس مارسلوس و تیتوس کوینکسیوس کریسپینوس که موقعیت هانیبال را می‌دیدند، فاجعه بزرگی به وقوع پیوست، مارسلوس کشته شد.